# Sadkî, Ohtîrka
Sadkî (în ucraineană Садки) este un sat în comuna Oleșnea din raionul Ohtîrka, regiunea Sumî, Ucraina.

## Demografie
Componența lingvistică a localității Sadkî
     Ucraineană (100%)
Conform recensământului din 2001, toată populația localității Sadkî era vorbitoare de ucraineană (100%).